# Cyclopina pacifica
Cyclopina pacifica – gatunek widłonoga z rodziny Cyclopinidae. Nazwa naukowa tego gatunku skorupiaków została opublikowana w 1935 roku przez radzieckiego zoologa Siergieja Smirnowa.